# Нурмухаммедов, Гуванч
Гува́нч Нурмухамме́дов (17 ноября 1976) — туркменский дзюдоист. Участник летних Олимпийских игр 2008 года, серебряный призёр чемпионата Азии 1999 года, серебряный призёр летних Азиатских игр 2002 года.

## Биография
Гуванч Нурмухаммедов родился 17 ноября 1976 года.
В 1996 году стал бронзовым призёром студенческого чемпионата мира по дзюдо в Жонкьере.
В 1999 году завоевал серебряную медаль на чемпионате Азии в Вэньчжоу. В финале весовой категории до 66 кг, уступил в финал Арашу Мирэсмаэли из Ирана.
В 2002 году завоевал серебряную медаль на летних Азиатских играх в Пусане. Выступая в весовой категории до 66 кг, победил Бхупиндера Сингха из Индии, Араша Мирэсмаэли из Ирана и Гантумурийн Дашдаваа из Монголии, а в финале уступил Ким Хёнджу из Южной Кореи.
В 2008 году вошёл в состав сборной Туркменистана на летних Олимпийских играх в Пекине. Выступал в весовой категории до 66 кг. Начал борьбу со второго раунда, где проиграл будущему бронзовому призёру Пак Чолмину из КНДР. В утешительном раунде уступил Джованни Казале из Италии. Был знаменосцем сборной Туркменистана на церемонии открытия Олимпиады.